# Why Girls Leave Home (film 1945)
Why Girls Leave Home è un film del 1945 diretto da William Berke, scritto da Fanya Foss e Bradford Ropes e interpretato da Lola Lane, Sheldon Leonard e Pamela Blake.

## Trama
Diana Leslie viene salvata dall'annegamento dal giornalista Chris Williams. Quest'ultimo ritiene si tratti di un tentato omicidio, poiché la ragazza gli aveva dato appuntamento al molo. La storia è raccontata in flashback mentre Williams fa visita alle persone che conoscono Diana. I genitori si sentono responsabili poiché, contro la loro volontà, Diana aveva accompagnato il musicista Jimmie Lobo al Kitten Club e aveva trovato lavoro come cantante ma non l'avevano vista dopo una discussione al suo ritorno a casa. Ted una delle showgirl del Kitten Club, dice a Chris che quando Diana è venuta al club per un'audizione, è incorsa nell'ira della cantante alcolizzata Marianne Mason e il proprietario del club, Steve Raymond in cui il suo lavoro era di indirizzare i clienti verso il gioco d'azzardo illegale. Ciò ha portato a due uomini, Wilbur Harris e Ed Blake, a perdere pesantemente nel gioco con Harris che si è suicidato e Blake è stato ucciso nella conseguente mischia.

## Produzione
Philip Yordan dice di aver scritto la sceneggiatura in tre giorni. Dice di essere stato avvicinato da Edward Small che aveva allestito il film alla Republic per il quale erano stati assunti gli attori e costruito i set, ma a Herbert Yates, capo dello studio, la sceneggiatura non è piaciuta. Small ha detto che Yates avrebbe finanziato se Yordan avesse scritto la sceneggiatura, quindi ha iniziato venerdì e l'ha dettata sabato e domenica mattina. Le riprese sono iniziate lunedì. 